# Bridgeport (Illinois)
Bridgeport – miasto w Stanach Zjednoczonych, w stanie Illinois, w hrabstwie Lawrence.